# Potentilla hispanica
Potentilla hispanica är en rosväxtart som beskrevs av Albrecht Wilhelm Philipp Zimmermann. Potentilla hispanica ingår i Fingerörtssläktet som ingår i familjen rosväxter.

## Underarter
Arten delas in i följande underarter:
- P. h. longepilosa
- P. h. sericea
- P. h. viridis